# Iron Man 2 (jeu vidéo)
Pour le film sorti en 2010 dont le jeu est inspiré, voir Iron Man 2.
 (octobre 2019).
Si vous disposez d'ouvrages ou d'articles de référence ou si vous connaissez des sites web de qualité traitant du thème abordé ici, merci de compléter l'article en donnant les références utiles à sa vérifiabilité et en les liant à la section « Notes et références ».
Iron Man 2 est un jeu vidéo d'action développé par Sega Studios San Francisco et édité par Sega sur PlayStation 3, Xbox 360 et PlayStation Portable en 2010. Parallèlement, High Voltage Software a développé une autre version pour Wii, Griptonite Games sur Nintendo DS, et Gameloft pour iPhone, iPod touch et iPad.
Le jeu est une adaptation dérivée du film éponyme. Le joueur peut incarner Iron Man ou War Machine.

## Système de jeu
Le joueur peut jouer, soit avec Iron Man, soit avec War Machine, chacun possédant son propre style. Alors qu'Iron Man est plus lisse[Quoi ?] et s'appuie beaucoup plus sur les armes à énergie, War Machine est équipé d'armes balistiques. Iron Man peut choisir parmi plusieurs armures, y compris les Marks II à VI. Les joueurs peuvent personnaliser les mises à niveau et les armes de l'armure. Les armes peuvent aussi être changés en cours de partie. Les commandes de vol ont été améliorées depuis le premier jeu tiré lui aussi du premier film, tout comme le combat de mêlée, permettant aux joueurs de se rapprocher de la terre. L'intelligence artificielle a également été mise à jour par rapport au titre précédent. De nouveaux ennemis ont été inclus, et de nouvelles stratégies sont maintenant disponibles en combat.
Dans la version Wii et PSP les graphiques sont simplifiés, les différents systèmes de combat (sans usage de mêlée pendant les airs) et les différentes missions sont ajoutés. Voler à travers les niveaux a été retiré, laissant la place à Iron Man de planer ou de marcher à travers le niveau. Le point de vue a également été modifiée. Sont également inclus les trophées de collection qui peuvent être utilisés comme des mises à niveau.

## Personnages
- Iron Man
- War Machine
- Nick Fury
- Pepper Potts
- Veuve noire
- Dynamo pourpre
- J.A.R.V.I.S.
- Ultimo
- Firepower*
- Fantôme*, Mauler*
- soldats d'A.I.M.

*Personnages apparaissant uniquement dans les versions Wii, PSP et mobiles.